# Circumstanțe atenuante
În dreptul penal, circumstanțele atenuante sunt informații privitoare la motivația sau contextul în care o persoană a comis o infracțiune ce poate cauza diminuarea pedepsei. Circumstanțele atenuante nu pot scăpa vinovatul în totalitate de pedeapsă, însă i-o pot scădea. 

## Regim juridic

### România
În România, printre circumstanțele atenuante se numără comiterea infracțiunii într-o stare de puternică tulburare sau emoție, depășirea limitelor legitimei apărări etc.